# 霍雷尼奇
50°25′17″N 30°12′41″E / 50.42139°N 30.21139°E
霍雷尼奇（烏克蘭語：Гореничі）是位於烏克蘭北部的村莊，由基辅州布恰区的比洛霍羅德卡市鎮負責管轄。該村始建於1742年，面積3.06平方公里，海拔高度132米，2001年人口6,042，人口密度每平方公里832.6人。